# Општина Аркани (Горж)
Аркани (рум. Arcani) општина је у Румунији у округу Горж.
Oпштина се налази на надморској висини од 227 m.